# HOUND DOG
HOUND DOG（ハウンド・ドッグ）は、1976年（昭和51年）に結成された大友康平を中心とした日本のロックバンド。代表曲に「浮気な、パレット・キャット」（1982年）、「ラスト・ヒーロー」「涙のBirthday」「Still！」（1983年）、「ff (フォルティシモ)」、「ラスト・シーン」（1985年）、「ROCKS」（1986年）、「ROAD」「Don't Cry」(1987年)、「Ambitious」「ONLY LOVE」（1988年）、「BRIDGE〜あの橋をわたるとき〜」（1992年）、「POPCORN」(2002年)など。その他、数々のメッセージソング、ロッカバラードとその基本にある心に染みるメロディー、印象的なキーボードサウンド、ギターソロ、パワフルなドラムなどでファンを魅了した。1980年代後半に絶大なライブ動員力を誇った。日本武道館5・11・15日間公演、175,000人の西武球場5日間公演、夏の野外ライブ夢の島10年間公演など数々の感動的なライブを行った。

## 概要
1976年（昭和51年）、東北学院大学在学時に結成し、
1980年、シングル『嵐の金曜日』でデビュー。以後、1984年のメンバーチェンジなど紆余曲折を経ながらも、日本のロックシーンで息の長い活動を続けてきた。
活動はライブに主眼を置いており、ヒット曲が全くない中で1万人を集めた日本武道館初公演（1983年）、足掛け3年間（1986年～1988年）の全国で207公演を行ったライブツアー、日本人バンド初の東京ドーム単独公演（1988年）、西武球場175,000人の5days（1988年）を行った。1990年には、日本武道館史上最多の15日連続ライブを決行。この記録は、2025年現在も破られていない。
チケットを買ったにもかかわらず学校の指導で行けなくなったある地方の学生のために、卒業証書がチケット（無料）で、安全のためライブ終了時間を早め、危険性の無い定められた場所で「音楽は素晴らしいものなんだよ」と伝えるために、もう一度その地でライブを行うなど、過去に無い実績を残している。
1981年からはロックンロールオリンピックを仙台市近郊で開催し、日本の野外ロック・フェスティバルの先駆けの1つとなり、また広島の『ピース・コンサート』、『夢の島ライブ』など募金やチャリティー・ライブの活動を通しての社会参加活動も行なっている。
サザンオールスターズの桑田佳祐はHOUND DOGの才能を認めており、1980年に『80's JAM』で共演した際のHOUND DOGの印象として「大友が客をノセるのが上手くてね」「ステージ裏から観ててアイツらには完全に食われそうでヤバいなと思ったんだけど、なるべく顔に出さないようにしてた」と語っている。

## 来歴

### バンド結成からメジャー・デビュー
1976年（昭和51年）、東北学院大学在学時に、初代ギターの高橋良秀が大友康平に「一緒にやろう」と声を掛けた事がきっかけで、大友がドラム・ボーカルとして、軽音楽クラブの仲間2人とバンドを結成。バンド名は、大友が敬愛するエルヴィス・プレスリーのヒット曲から採用した。大友は、最も影響を受けているアーティスト、ロッド・スチュワートのようなマイクスタンド捌きをしたいためにボーカルに専念することになった。
1979年の第1回CBS・ソニーオーディションでグランプリを受賞しメジャーデビュー決定。
1980年、シングル「嵐の金曜日」でデビュー（メンバーは、大友・高橋・八島順一・蓑輪単志・海藤節生・藤村一清）。

### 事務所移籍とメンバーチェンジ
初期のHOUND DOGは、仙台市にある音楽事務所「フライングハウス」（マネージメントと東北地区のブッキング権を所有）に所属する傍ら、東京の事務所「エイプリルミュージック」（出版権と原盤権を所有）及び｢ウオーター・エンタープライズ｣（出版権とブッキング権を所有）にも所属して活動を始めた。
1983年（昭和58年）に、ウオーター・エンタープライズの社員だった福田信が設立した「マザーエンタープライズ」に移籍した。マザーエンタープライズには大友のみが取締役として加入し、他のメンバーは「バックミュージシャン」の扱いで、いつでも契約解除出来る状態であった。1983年11月2日に初の日本武道館ライブを1万人の動員で成功させたが、翌日の京都府での学園祭では100人も集まらず、他の会場でも100人や300人くらいしか来なかった。プロとしての実力不足を痛感した海藤がアルバム『DREAMER』レコーディング中に脱退、アルバム発売後のツアーではツイストの鮫島秀樹がサポートメンバーとして就いた。ツアー終了後に高橋・藤村も脱退した。大友は藤村に対しクビにはするが、楽曲は引き続き提供するよう指示したが、藤村はこれを拒否。その後、正式メンバーとなった鮫島と、蓑輪・鮫島の推薦による西山毅、八島の推薦による橋本が加入する。橋本はオーディションが行われたが、西山は大友含め事務所関係者が彼の演奏を一度も聴かないまま、中華料理屋で食事をしただけで加入決定した。なお、鮫島は大阪時代からの橋本の素行不良（気が短くて、どのバンドでもすぐ喧嘩して長続きしない）を熟知しており、橋本加入に反対した。

### 伝説のライブと「誓いの日」
1985年8月10日、「TYPHOON PARTY TOUR 1985」の一つとして西武球場でライブが開催された。メンバーチェンジを乗り越え、再出発を祈願するライブであったが、台風の接近により大雨が降る中での開催になってしまった。客入りは1万数千ほど、終始楽器やPAは不具合を起こしたが、それでも彼らは果敢に演奏を続けた。
トラブルに見舞われながらもなんとか無事にライブが終わろうとしていた終盤、「ラスト・ヒーロー」を演奏中に演出用の特効花火が突如暴発し、その火花が瞼を掠めた大友がステージ上で倒れた。スタッフにより大友が舞台袖に抱えて運ばれると客席は騒然となり、ステージ上のメンバーも動揺した。しかし演奏は止まらず、鮫島が客席に背を向け、メンバーと顔を合わせて最後まで演奏、パニックに陥るのを防いだ。大友は舞台裏で応急手当を受け、すぐにステージに復帰。アンコールの際、感極まった大友が「来年もここでやるぞ！」と発言したことから、1986年8月10日「誓いの日」として同じく、西武球場でライブを行なった。快晴に恵まれ、前年と違い満員の観客が球場を埋め尽くした。
1985年8月10日のコンサートはライブビデオ『
キャッツ・アンド・ドッグス』として発売された。

### イベント「夢の島」開催
1990年（平成2年）から1999年（平成11年）まで行った夏の野外ライブ。第1回夢の島は、1990年（平成2年）8月25日に東京夢の島公園にて行われた。タイトルは「ILY（国際識字年）チャリティイベント 勝手に決めた!　HOUND DOG夏の日、いよっ!日本一!! Jump Jump Jump!めざせ西暦2001年」。
第2回目以降の概要は以下の通り。
- 第2回 1991年7月27日 西武球場&同年8月3日 阪急西宮スタジアム
- 第3回 1992年8月8日 静岡つま恋
- 第4回 1993年8月1日 福岡県海の中道海浜公園野外劇場
- 第5回 1994年8月27日 東京夢の島公園
- 第6回 1995年8月19日 宮城県みちのく杜の湖畔公園
- 第7回 1996年8月3日 大阪舞洲スポーツアイランド
- 第8回 1997年8月23日 - 8月24日 愛知県名古屋商科大学ラグビー場
- 第9回 1998年8月22日 兵庫淡路島ウェルネスパーク五色特設会場
- 第10回 1999年8月28日 静岡ATAMI PORT SIDE AREA

### NHK紅白歌合戦直前辞退
1991年（平成3年）、『第42回NHK紅白歌合戦』の出場歌手に選ばれたが、この年のHOUND DOGは特にヒット曲がない状況であった。NHKは「ff (フォルティシモ)」を選曲したが、メンバーは「古い曲だから歌いたくない」とし、翌年リリースの新曲「BRIDGE〜あの橋をわたるとき〜」の演奏を希望。しかしNHKはその申し入れを拒否、結局出場を辞退することとなった（代わりにバブルガム・ブラザーズが出場。大友とバブルガムは親友同士であり、バブルガムは紅白のステージ上で、歌唱後にHOUND DOGに「Thanks to HOUND DOG！」とメッセージを送った）。

### バンド体制の終焉・分裂・訴訟へ
デビュー25周年となる2005年、大友と所属事務所マザーエンタープライズとの間で意見対立が発生、その結果大友は個人事務所（イエホック（iehok））を設立、4月に独立した。これを受けてマザー側は、7月の日本武道館公演をもってHOUND DOGに関する一切の業務を終了する事を発表した。また6月に発売されたアルバム『OMEGA』についても、マザーは「事実上、現メンバーによる最後のオリジナル・アルバムになる可能性がある」とし、ジャケットや曲のタイトルが解散を示唆する内容となっていた。しかし大友は事務所に反発し、今後もステージに立つことを武道館公演時に明言したが、解散やメンバー脱退は否定しなかった。
8月、大友はイエホック公式サイトにて、「バンド内に将来に対する考え方の違いが生まれた」として蓑輪・鮫島を除いた4名（大友・八島・橋本・西山）で活動を続けることを表明した。マスコミには蓑輪・鮫島が「脱退」したと報じられたが、当人たちは「脱退はしていない」とコメント。鮫島はその後も折りにつけ脱退否定発言を繰り返したが、大晦日のカウントダウン・ライブや2006年（平成18年）2月からのツアーは、両者を除いた4名にサポートメンバーを加えるかたちで開催された。大友は蓑輪・鮫島の解雇の理由を後述の裁判で、蓑輪については「福田信会長の秋の解散ツアー案に同意したため」、鮫島については「前事務所と密接な関係にあって情報が漏れ、信用できなかった」と述べている。また、大友は11月8日付日刊スポーツ紙上で「HOUND DOGは僕のものですから。大学時代にオレがつくった。ぶっちゃけ言っちゃうと、オレだけだっていい。オレが歌えばHOUND DOGですから」といった発言をした。

#### 2006年のメンバー「解雇」
その後、大友が活発にバラエティ番組に出演する一方、大友のラジオ番組から八島が降板したり、夏のライブ情報が橋本の個人サイトに掲載されなかったり、橋本がサイトのBBSで「信じていた人から裏切られた」と発言するなど、不可解な動きがあった。そして2006年（平成18年）6月3日、「HANBUN DOG（6-3）」と題した、橋本・八島・西山によるパーティーの開催が橋本のサイトにて発表された。
6月18日、大友は「HOUND DOGを守るため」自分ひとりで活動を続けるとイエホック公式サイトにて表明。イエホックの代表者（楠山寸賀子）は「HOUND DOGを操ろうという動き」という表現で前事務所の干渉を示唆し、橋本らのパーティー開催をそれに飲み込まれたものであるとみなして、バンドが大友ひとりになる理由とした。
これに対して橋本のサイトには、橋本・八島・西山の反論コメントが掲載。橋本は「私たち三人は脱退したのではありません」とした。その後、橋本のサイトやパーティーで3名が語ったところによれば、イエホックは当初から、3名を大友のバックミュージシャン扱いしていた。新曲の権利をすべて無償でイエホックに譲り渡すことを要求してきた。橋本が株売却のために旧事務所とコンタクトをとったことを口実に解雇し、新メンバーをオーディションで加えようとした。反発した3名は大友との話し合いを求めたが、大友は携帯の番号を変えて連絡がとれない状況であった。3名が事務所に不満を募らせていたところ、代理人弁護士から携帯メールで一方的に解雇を告げられた。「HANBUN DOG（6-3）」は元の6人でもう一度やり直したいという意味を込めたものであり、前事務所の干渉や、一部で噂された宗教団体の関与などは全くない、というものであった。
7月22日、大友以外すべてサポートメンバーで、HOUND DOG名義のライブが大阪野音で開催された。八島・橋本・西山が自腹でチケットを購入して現れ、会場は騒然となる。また、元の6人での活動を求める署名活動がファンにより会場外で行われた（この署名は、大友のもとに届けられたといわれる）。また、一部有志は同年9月1日付日刊スポーツに意見広告を掲載し、同じく6人での活動再開を求めた。しかし、大友は例年通り昔の曲（そのほとんどは蓑輪と八島が作曲したものである）を歌い、MCでは一連の騒動について明確な説明をしなかった。9月2日には、同じサポートメンバーを従えて「HOUND DOGとして50回目」と称した日本武道館公演が行われた。ここでも大友は明確な説明をしなかったが、「後悔はない。1歩ずつ前を向かって歩いていく」と話し、旧メンバーとやり直す気がないことを暗示した。ようやく10月31日、大友はインターネットマガジン「Manyo」連載のエッセーにおいて、一連の経緯に関するファンへのメッセージを発表。自らの決意が変わらないことを強調し、「いずれ時間と良識と世論が本当の答えを出して理解してくれるはずだ」と結んだ。
一方、八島・橋本・西山の3人は「新生ハウンドドッグ」として、八島が書き下ろした「We are the Hound Dog」のレコーディングを9月14日に行った。ボーカルは、緊急募集された199名のファンである（当初、199名の中には冗談半分で応募した大槻ケンヂが含まれていたが、結局辞退している。）。八島いわく「大友康平に歌ってほしいと思って作ったが、今のところ実現は困難なのでこの曲は、みんなに歌ってほしい。7人目のメンバーと一緒に歌いたい」「200人目は大友に」とのことであった。その後3人は「We are the Hound Dog」発売を記念したライブも行っている。

#### 訴訟
一連の騒動の流れで明らかになっている訴訟は以下の通り。
蓑輪・鮫島が大友・八島・橋本・西山に対して起こしている民事訴訟。HOUND DOGは6人の演奏活動によって成り立っていると主張し、「HOUND DOG」の名称の使用権がメンバー6人にあること、2人をバンドに復帰させること、大友独立の巻き添えで前事務所との契約が白紙になったことに対する金銭補償を求めた。ロックバンドの活動方針はリーダーの一存で決められるのかどうかが問題の焦点となった。2006年9月1日、八島・橋本・西山については和解が成立した。
マザーエンタープライズ（以下、マザー）がイエホック及び大友・八島・橋本・西山に対して起こしている民事訴訟。大友がマザーの役員だったにもかかわらず大手企業新年会でのミニライブを事務所に隠れて引き受けたこと、そのギャラを事務所を通さず着服したこと、大友の独立によって全国ツアーが中止になったこと、大友が南こうせつ主宰の北海道・岩見沢フォークジャンボリー（2006年7月）への出演をキャンセルしたことなどに対して損害賠償を求めている。また、マザーがバンドを解散に追い込もうとしたかの如く発言したことに対しても、事実無根であるとして損害賠償と謝罪広告の掲載を求めている。刑事告訴ではなく民事告訴となっていることについて、マザー側の「温情」を指摘する見解がある。なお、11月13日の東京地裁の弁論において、大友側は証拠を提出して反論。事前にマザー側からソロ活動の許可を得ていたこと、独立時点で全国ツアーの詳細は決まっていなかったことを主張した。さらに、大手企業新年会でのミニライブを「裏営業」などと報じられたことによる名誉棄損で、損害賠償を求める反訴を行った。本件については、マザーと八島・橋本・西山の間では和解が成立している。
大友は、2007年12月5日の証人尋問に出廷。前述のメンバー切り捨ての経緯や、福田信会長から「HOUND DOGは事務所のお荷物だから解散しろ。独立は認めない。解散ツアーをすれば2000万円ずつ退職金が出る」と言われ、大友がそれに反対した所、「メンバーを連れていけ」と言われ収拾がつかなくなった事や当初は音楽活動をマザー、俳優業などをイエホックでマネジメントする予定だったことを主張し、八島・橋本が傍聴席にいるという状況のもと、質問に対し「意味がわかりません」という発言を繰り返した。裁判は、2008年12月22日に東京地裁において判決が下された。大友の「裏営業」の事実と大友が出演を予定しながらキャンセルした南こうせつ主宰の北海道・岩見沢フォークジャンボリー（2006年7月）のマザーに対する損害については、それが認められるとともに大友側からの名誉毀損の反訴は退けられた。また、大友の独立による全国ツアー中止についての損害賠償については、訴えが棄却され、マザーがメンバーを巻き込み、解散計画を進めていたことも認められた。この一連の判決を不満としてマザー側が東京高裁に控訴したが、2009年（平成21年）5月に控訴を棄却され、訴訟費用の9割負担を命じられ、3年に渡る法廷闘争は結果的に終結した。
この訴訟と関連し、大友が自身の名義でHOUND DOGの楽曲を再録音し、2008年5月発売予定だったアルバムが、八島の「今は歌って欲しくない」という反対の意向で発売延期となった。

#### 延期となったアルバムの発売
法廷闘争の終結と前後して2009年5月20日に、大友名義でHOUND DOGの楽曲14曲を再録音した「HOUND DOG ULTIMATE BEST」が発売。7月12日にはShibuya O-EASTで、購入者を対象として限定ライブを行った。

### 30周年ライブ
2010年3月21日に渋谷C.C.Lemonホールで30周年記念ライブが行われ、ファンによるベスト投票の30曲をもとに31曲を歌唱。大友は「ずっとHOUND DOGの歌を歌っていきたい。誰が何と言おうと」と語った。

## エピソード

### 幻となった「男はつらいよ」
東京ドームなど大きな会場で公演を成功させる一方、地方でのホール公演も継続していたため、常に各地方都市の駅や公共施設に彼らの公演を伝えるポスターが多く掲示されていた。取材旅行で地方を旅することの多い映画監督の山田洋次が、どこへ旅行しても目にする彼らのポスターに興味を持ち、「男はつらいよ」で渡世人の寅さんとドサ回りするHOUND DOGを共演させる企画も暖めていたが、渥美清の体調不良・急逝などもあり、実現することは無かった。「メンバーは大変残念がっていた」と、鮫島が音楽誌の「ルーディーズクラブ」の連載コラムに寄稿している。

### 「卒業証書が入場券」
1990年7月29日に熊本県八代市で市制50周年記念事業の一環として行われることになったHOUND DOGの野外コンサートの際、「チケット代が高い」「終演時間が遅い」「会場周辺に民家等が無く、夜間は危険」「ロックを聴くと不良になる」などといった当時の風潮があり、教育委員会や教職員などにより、市内10中学校（当時）のうち9校で「地元中学生のコンサート参加禁止」が指導された。一方で「コンサートに参加出来ない」と立ち上がった地元中学生が参加実現への署名活動を行うも、教職員等からの反発があって禁止の撤回が実現することはなく、中には署名活動をした生徒に対して「そんなことをしてたら内申書に書くぞ！」と半ば脅しに近い言葉をかけた教職員もいたといい、さらには夏休み期間中の登校日に「コンサートに行った者は申し出ること」という指導までしていたという。

当時の大友康平がこの事実を知った事で心動かされ、
- チケット代が高い → 卒業証書を持参した生徒に限り、無料で入場可能
- 終演時間が遅い → 終演時間は19:00までとする
- 会場周辺に民家等が無く、夜間は危険 → 会場を同じ八代市内の屋内会場（八代市総合体育館）とする

の3条件を掲げて、翌年3月29日に、当時参加が叶わなかった中学生に向けてのコンサートを実現させた。これらのコンサートにおけるエピソードは後に「卒業証書が入場券」などとも呼ばれている。

その当時の中学生の一人はその後、同じ熊本県で中学校の教職員となり、コンサート開催当時を含めたこれらのエピソードは一般社団法人倫理研究所の会報誌「職場の教養」にも掲載されている。

## メンバー

### 1976 - 1978年
- 大友康平（1956年1月1日 -、ドラムス&ボーカル）：宮城県塩竈市生まれ
- 高橋良秀（1956年5月7日 -、ギター）：息子は俳優の黒田勇樹[30]。
- 玉手ヨシヒロ（ベース）

### 1978 - 1980年
- 大友康平（ボーカルに専念）
- 八島順一（1956年2月19日 -、ギター）：宮城県出身。
- 蓑輪単志（1959年12月17日 -、キーボード）：宮城県出身。
- 海藤節生（1958年3月3日 -、ベース）：玉手に代わって加入。
- 高橋良秀（ギター）
- 佐藤証（ドラムス）：プロになるつもりはなくプロデビュー前に脱退。
- 畑山広志（ギター）

### 1980 - 1984年
- 大友康平（ボーカル）
- 八島順一（ギター）
- 蓑輪単志（キーボード）
- 海藤節生（ベース）：脱退後は仙台を拠点にソロ活動および市民活動家として活動している。
- 高橋良秀（ギター）
- 藤村一清（ドラムス）：在籍時は楽曲提供も行い、『おちょくられた夜』『今夜ハートで』はシングルカットされた。脱退後は仙台を拠点に、kacooを平間邦義とともに結成し、主にライヴ活動などをおこなっていた。2022年6月死去[31]。

### 1984 - 2005年
- 大友康平（ボーカル）
- 八島順一（ギター）
- 蓑輪単志（キーボード）
- 鮫島秀樹（1955年4月19日 -、ベース 元ツイスト）
- 橋本章司（1955年10月11日 -、ドラムス）：兵庫県出身。
- 西山毅（1962年1月7日 -、ギター）：神奈川県出身。

### 2005 - 2006年
- 大友康平（ボーカル）
- 八島順一（ギター）
- 橋本章司（ドラムス）
- 西山毅（ギター）

### 2006年 7月 -
- 大友康平（ボーカル）

### 変遷
プロデビュー以降のみを以下に記す。
|                 | Vocal    | Guitar   | Guitar   | Key      | Bass     | Drums    |
| --------------- | -------- | -------- | -------- | -------- | -------- | -------- |
| 1980年 - 1984年 | 大友康平 | 八島順一 | 高橋良秀 | 蓑輪単志 | 海藤節生 | 藤村一清 |
| 1984年 - 2005年 | 大友康平 | 八島順一 | 西山毅   | 蓑輪単志 | 鮫島秀樹 | 橋本章司 |
| 2005年 - 2006年 | 大友康平 | 八島順一 | 西山毅   |          |          | 橋本章司 |
| 2006年7月 -     | 大友康平 |          |          |          |          |          |

## ディスコグラフィ

### シングル
| #                                | 発売日         | タイトル                              | B面                                                                      | 順位        | 規格        | 規格品番    |
| CBS・ソニー                      | CBS・ソニー    | CBS・ソニー                           | CBS・ソニー                                                              | CBS・ソニー | CBS・ソニー | CBS・ソニー |
| -------------------------------- | -------------- | ------------------------------------- | ------------------------------------------------------------------------ | ----------- | ----------- | ----------- |
| 1st                              | 1980年3月21日  | 嵐の金曜日                            | Welcome to The Rock'n Roll Show                                          |             | EP          | 06SH-726    |
| 2nd                              | 1980年10月1日  | おまえはB-88                          | Rock'n Roller                                                            |             | EP          | 07SH-841    |
| 3rd                              | 1981年3月21日  | おちょくられた夜                      | WE ARE HOUND DOG                                                         |             | EP          | 07SH-957    |
| 4th                              | 1981年9月21日  | スクール・デイズ                      | RANY LADY GOOD-BYE (Miss Mに捧ぐ)                                        |             | EP          | 07SH-1061   |
| 5th                              | 1982年1月15日  | 浮気な、パレット・キャット            | PIN UP GIAL                                                              | 19位        | EP          | 07SH-1108   |
| 6th                              | 1982年9月1日   | 涙のBirthday                          | OH! スキャンダル                                                         |             | EP          | 07SH-1200   |
| 7th                              | 1983年5月21日  | STILL!                                | FENを聞きながら                                                          |             | EP          | 07SH-1302   |
| 8th                              | 1984年3月5日   | Please Please Please                  | Midnight Boogie                                                          |             | EP          | 07SH-1302   |
| 9th                              | 1984年6月21日  | グッバイ・ドリーマー                  | 今夜ハートで                                                             |             | EP          | 07SH-1524   |
| 10th                             | 1985年7月1日   | Knock Me Tonight/Bad Boy Blues        | Rock'n' Roll Lariat                                                      | 71位        | 12inch      | 12AH-1894   |
| 11th                             | 1985年8月25日  | ff (フォルティシモ)                   | ダンスでロマンス                                                         | 11位        | EP          | 07SH-1676   |
| 12th                             | 1986年8月27日  | ROCKS                                 | LONG WAY HOME                                                            | 13位        | EP          | 07SH-1798   |
| 13th                             | 1987年6月21日  | DIAMOND EYES                          | CHRISTY                                                                  | 46位        | EP          | 07SH-1841   |
| MOTHER&CHILDREN                  |                |                                       |                                                                          |             |             |             |
| 14th                             | 1987年9月1日   | SCRAP DREAM                           | ROLLING/BLACKBOARD JUNGLE                                                | 4位         | 12inch      | MCR-501     |
| 14th                             | 1987年9月1日   | SCRAP DREAM                           | ROLLING/BLACKBOARD JUNGLE                                                | 4位         | Maxi        | MCD-501     |
| 15th                             | 1988年4月1日   | AMBITIOUS                             | DON'T CRY (New Remixed in New York)                                      | 5位         | EP          | MCR-1       |
| 15th                             | 1988年4月1日   | AMBITIOUS                             | DON'T CRY (New Remixed in New York)                                      | 5位         | 8cmCD       | MCD-1       |
| 16th                             | 1988年10月1日  | ONLY LOVE/Destiny                     |                                                                          | 3位         | EP          | MCR-5       |
| 16th                             | 1988年10月1日  | ONLY LOVE/Destiny                     | 8cmCD                                                                    | 3位         | MCD-5       |             |
| 17th                             | 1988年12月1日  | NO NAME HEROES                        | BELIEVE                                                                  | 3位         | EP          | MCR-7       |
| 17th                             | 1988年12月1日  | NO NAME HEROES                        | BELIEVE                                                                  | 3位         | 8cmCD       | MCD-7       |
| 18th                             | 1989年2月21日  | 15の好奇心 (New Remix Version)        | 無理を承知で… (Tokyo Dome Live Version)                                  | 11位        | EP          | MCR-9       |
| 18th                             | 1989年2月21日  | 15の好奇心 (New Remix Version)        | 無理を承知で… (Tokyo Dome Live Version)                                  | 11位        | 8cmCD       | MCD-9       |
| 19th                             | 1989年6月1日   | 大地の子供たち/KISSで極楽(パラダイス) |                                                                          | 6位         | 8cmCD       | MCD-12      |
| 20th                             | 1989年10月25日 | Tell Me Why                           | ROAD (Studio Live Version)                                               | 6位         | 8cmCD       | 10SD-38     |
| 21st                             | 1990年8月10日  | でっかい太陽 〜Jump Jump Jump〜       | ROUTE34                                                                  | 10位        | 8cmCD       | AMDX-6016   |
| 22nd                             | 1990年12月21日 | GLORY                                 | 素直になれなくて 〜Remember You〜                                        | 17位        | 8cmCD       | AMDX-6027   |
| 23rd                             | 1991年4月25日  | FLY                                   | ONLY LOVE (LIVE VERSION)                                                 | 37位        | 8cmCD       | AMDX-6037   |
| 24th                             | 1992年2月9日   | BRIDGE〜あの橋をわたるとき〜          | BRIDGE〜あの橋をわたるとき〜 (オリジナル・カラオケ)                      | 2位         | 8cmCD       | AMDX-6048   |
| 25th                             | 1993年2月27日  | 日はまた昇る〜THE SUN ALSO RISES〜    | BEGINNING                                                                | 11位        | 8cmCD       | AMDX-6085   |
| 26th                             | 1993年3月25日  | JEALOUSY                              | JEALOUSY (オリジナル・カラオケ)                                          | 17位        | 8cmCD       | AMDX-6087   |
| 27th                             | 1994年7月25日  | POWER OF LOVE                         | NO SURRENDER                                                             | 18位        | 8cmCD       | AMDX-6118   |
| 28th                             | 1994年10月10日 | ROCK ME                               | 素顔のままでLOVIN'YOU                                                    | 14位        | 8cmCD       | AMDX-6123   |
| 29th                             | 1994年10月25日 | 銀河のささやき                        | 銀河のささやき (オリジナル・カラオケ)                                    | 48位        | 8cmCD       | AMDX-6121   |
| 30th                             | 1995年6月10日  | おまえを決してはなさない              | ローリング・オン・ザ・ロード BROTHER LOUIE                               | 29位        | 8cmCD       | AMDX-6134   |
| 31st                             | 1995年9月10日  | さよならの向こうに                    | SHINING                                                                  | 29位        | 8cmCD       | AMDX-6140   |
| 日本コロムビア                   |                |                                       |                                                                          |             |             |             |
| 32nd                             | 1996年10月1日  | ACROSS THE RAINBOW〜虹の彼方へ〜      | NO MY DARLIN'                                                            | 47位        | 8cmCD       | CODA-1044   |
| 33rd                             | 1997年2月1日   | SEASON                                | 傷心                                                                     | 99位        | 8cmCD       | CODA-1148   |
| 32nd                             | 1997年4月19日  | Smile For Me                          | Graduate                                                                 | 59位        | 8cmCD       | CODA-1193   |
| 34th                             | 1998年1月21日  | これからの人                          | JOURNEY MAN                                                              | 55位        | 8cmCD       | CODA-1397   |
| 35th                             | 1998年5月21日  | BY MYSELF                             | いくつもの夜を越えて                                                     | 47位        | 8cmCD       | CODA-1526   |
| 36th                             | 1998年7月18日  | JUNCTION                              | 太陽に向かって                                                           | 72位        | 8cmCD       | CODA-1537   |
| 37th                             | 1999年9月1日   | DO IT                                 | DO IT (カラオケ) DO IT (アコースティック・インスト)                      |             | 8cmCD       | CODA-1753   |
| 日本コロムビア / MOTHER&CHILDREN |                |                                       |                                                                          |             |             |             |
| 38th                             | 2001年6月20日  | Bird                                  | SHIMOKITA DOWNTOWN ALLEY                                                 | 34位        | Maxi        | MCCA-1      |
| Sony Music House                 |                |                                       |                                                                          |             |             |             |
| 39th                             | 2002年11月20日 | R★O★C★K★S                             | ff (フォルティシモ)                                                      | 84位        | Maxi        | MHCL-173    |
| R and C                          |                |                                       |                                                                          |             |             |             |
| 40th                             | 2002年12月7日  | POPCORN                               | JUST A DAYBREAK                                                          | 74位        | Maxi        | YRCN-10001  |
| 41st                             | 2003年9月25日  | 泣くなよ                              | ROCK ON MILES AWAY                                                       | 44位        | Maxi        | YRCN-10021  |
| 42nd                             | 2004年4月21日  | たったひとつの愛のうた                | 泣くなよ (Live direct recording ver.) SONGS (Live direct recording ver.) |             | Maxi        | YRCN-10036  |
| 43rd                             | 2005年3月30日  | SONGS                                 |                                                                          | 44位        | Maxi        | YRCN-10077  |
| 44th                             | 2005年4月20日  | アカペラ                              | alive                                                                    | 67位        | Maxi        | YRCN-10091  |

### アルバム

#### オリジナル・アルバム
|                 | 発売日         | タイトル                        | 規格        | 規格品番    |
| CBS・ソニー     | CBS・ソニー    | CBS・ソニー                     | CBS・ソニー | CBS・ソニー |
| --------------- | -------------- | ------------------------------- | ----------- | ----------- |
| 1st             | 1980年5月1日   | Welcome to The Rock'n Roll Show | LP          | 25AH-969    |
| 2nd             | 1981年4月21日  | STAND PLAY                      | LP          | 27AH-1233   |
| 3rd             | 1981年11月21日 | POWER UP!                       | LP          | 28AH-1392   |
| 4th             | 1982年4月1日   | Roll Over                       | LP          | 28AH-1415   |
| 5th             | 1983年7月1日   | BRASH BOY                       | LP          | 28AH-1550   |
| 6th             | 1984年7月21日  | DREAMER                         | LP          | 28AH-1722   |
| 6th             | 1984年7月21日  | DREAMER                         | CD          | 35DH-98     |
| 7th             | 1985年8月25日  | Spirits!                        | LP          | 28AH-1905   |
| 7th             | 1985年8月25日  | Spirits!                        | CD          | 32DH-267    |
| 8th             | 1986年12月21日 | LOVE                            | LP          | 28AH-2135   |
| 8th             | 1986年12月21日 | LOVE                            | CD          | 32DH-585    |
| MOTHER&CHILDREN |                |                                 |             |             |
| 9th             | 1987年12月10日 | BE QUIET                        | LP          | MCR-1001    |
| 9th             | 1987年12月10日 | BE QUIET                        | CD          | MCD-1001    |
| 10th            | 1989年1月11日  | GOLD                            | LP          | MCR-1006    |
| 10th            | 1989年1月11日  | GOLD                            | CD          | MCD-1006    |
| 11th            | 1990年1月1日   | VOICE                           | CD          | AMCX-4051/2 |
| 12th            | 1991年1月25日  | BACK TO ROCK                    | CD          | AMCX-4092   |
| 13th            | 1992年2月22日  | BRIDGE                          | CD          | AMCX-4131   |
| 14th            | 1993年4月24日  | RIVER                           | CD          | AMCX-4161   |
| 15th            | 1994年11月10日 | ROCK ME                         | CD          | AMCX-4205   |
| 日本コロムビア  |                |                                 |             |             |
| 16th            | 1996年10月19日 | across the rainbow              | CD          | COCA-13736  |
| 17th            | 1998年7月29日  | BABY UNIVERSE                   | CD          | COCA-15161  |
| 18th            | 2000年6月1日   | Happy Star                      | CD          | COCP-30921  |
| 18th            | 2000年6月1日   | Happy Star Box                  | CD          | COZP-57     |
| R and C         |                |                                 |             |             |
| 19th            | 2002年12月7日  | Big Dipper                      | CD          | YRCN-11000  |
| 20th            | 2004年2月18日  | 11 Rooms For Sky                | CD          | YRCN-11020  |
| 21st            | 2005年6月29日  | OMEGA                           | CD          | YRCN-11051  |

#### カバー・アルバム
|                                                  | 発売日                                           | タイトル                                         | 規格                                             | 規格品番                                         |
| MOTHER&CHILDREN HOUND DOG&極楽オールスターズ名義 | MOTHER&CHILDREN HOUND DOG&極楽オールスターズ名義 | MOTHER&CHILDREN HOUND DOG&極楽オールスターズ名義 | MOTHER&CHILDREN HOUND DOG&極楽オールスターズ名義 | MOTHER&CHILDREN HOUND DOG&極楽オールスターズ名義 |
| ------------------------------------------------ | ------------------------------------------------ | ------------------------------------------------ | ------------------------------------------------ | ------------------------------------------------ |
| 1st                                              | 1995年3月21日                                    | PARADISE LUNCH                                   | CD                                               | AMCX-4215                                        |

#### ライブ・アルバム
|                | 発売日         | タイトル                         | 規格        | 規格品番     |
| CBS・ソニー    | CBS・ソニー    | CBS・ソニー                      | CBS・ソニー | CBS・ソニー  |
| -------------- | -------------- | -------------------------------- | ----------- | ------------ |
| 1st            | 1982年7月1日   | ROLL OVER TOUR TOKYO             | LP          | 23AH-1449    |
| 2nd            | 1983年12月21日 | 狼と踊れ〜HOUND DOG 武道館ライブ | LP          | 40AH-1681/2  |
| 日本コロムビア |                |                                  |             |              |
| 3rd            | 1999年3月20日  | Tender Night...and seated.       | CD          | COZP-49/50   |
| 4th            | 2000年9月19日  | LUCKY and HAPPY Live Best Hit    | CD          | COCP-31088/9 |

#### ベスト・アルバム
|                                       | 発売日         | タイトル                                     | 規格        | 規格品番     |
| CBS・ソニー                           | CBS・ソニー    | CBS・ソニー                                  | CBS・ソニー | CBS・ソニー  |
| ------------------------------------- | -------------- | -------------------------------------------- | ----------- | ------------ |
|                                       | 1985年12月21日 | Best 4 You                                   | LP          | 12AH-1975    |
| 1st                                   | 1987年7月16日  | Rocks To Roll                                | LP          | 35AH-2195/6  |
| 1st                                   | 1987年7月16日  | Rocks To Roll                                | CD          | 35DH-685     |
| 2nd                                   | 1988年7月21日  | Nothing But Rock And Roll                    | LP          | 28AH-5087    |
| 2nd                                   | 1988年7月21日  | Nothing But Rock And Roll                    | CD          | 32DH-5087    |
| 3rd                                   | 1988年12月1日  | Heart of Ballad                              | CD          | 32DH-5167    |
| MOTHER&CHILDREN                       |                |                                              |             |              |
| 4th                                   | 1992年6月27日  | FAVORITE THINGS 〜HOUND DOG BEST 1987-1992〜 | CD          | AMCX-4138    |
| 5th                                   | 1997年10月25日 | Home Grown                                   | CD          | AMCX-4339/40 |
| Sony Music Entertainment (Japan) Inc. |                |                                              |             |              |
| 6th                                   | 1997年11月21日 | GOLDEN J-POP/THE BEST ハウンド・ドッグ       | CD          | SRCL-4127/8  |
| Sony Music House                      |                |                                              |             |              |
| 7th                                   | 1998年8月21日  | THE BEST 〜INNOCENT DAYS〜                   | CD          | SRCL-4339    |
| 日本コロムビア                        |                |                                              |             |              |
| 8th                                   | 1999年9月22日  | Lucky Star                                   | CD          | COCP-30574   |
| ワーナーミュージック・ジャパン        |                |                                              |             |              |
| 9th                                   | 2009年6月24日  | プレミアム・ベスト                           | CD          | WPCL-10701   |

### BOXセット
|                  | 発売日           | タイトル          | 規格             | 規格品番         |
| Sony Music House | Sony Music House | Sony Music House  | Sony Music House | Sony Music House |
| ---------------- | ---------------- | ----------------- | ---------------- | ---------------- |
| 1st              | 2001年4月25日    | EARLY DAYS        | 4CD+DVD          | SRCL-5031/5      |
| R and C          |                  |                   |                  |                  |
| 2nd              | 2005年1月19日    | 19802005 RED BOX  | 4DVD             | YRBN-13080/3     |
| 3rd              | 2005年12月7日    | 19802005 BLUE BOX | 4CD+3DVD         | YRCX-1/7         |

### コンサート映像
| 収録日         | タイトル                             | 規格         |
| -------------- | ------------------------------------ | ------------ |
| 1982年5月23日  | ロール・オーバー・ツアー・トーキョー | LD、VHS      |
| 1983年11月2日  | 武道館ライブ〜狼と踊れ               | LD、VHS      |
| 1985年8月10日  | キャッツ・アンド・ドッグス           | LD、VHS      |
| 1988年3月28日  | SUPER MONDAY IN THE 207 BLOODS       | LD、VHS、DVD |
| 1994年8月27日  | 夢の島 1994                          | DVD          |
| 1994年11月15日 | LIVE STRAIGHT                        | VHS、DVD     |
| 1999年8月28日  | 夢の島 ファイナル                    | VHS          |
| 2005年7月9日   | 20050709 日本武道館帰還              | DVD          |

### タイアップ
| 曲名                               | タイアップ                                                                 | 収録作品                                          |
| ---------------------------------- | -------------------------------------------------------------------------- | ------------------------------------------------- |
| 浮気な、パレット・キャット         | カネボウ『'82春のキャンペーン』CMソング                                    | シングル「浮気な、パレット・キャット」            |
| 浮気な、パレット・キャット         | ヤマハ『ポップギャル』CMソング                                             | シングル「浮気な、パレット・キャット」            |
| Please Please Please               | ソニー カセット・テープ HF-S CMソング                                      | シングル「Please Please Please」                  |
| ff (フォルティシモ)                | 日清食品カップ・ヌードル キャンペーン イメージソング                       | シングル「ff (フォルティシモ)」                   |
| AMBITIOUS                          | 日清食品カップヌードル『トム・ソーヤ』シリーズ CFソング                    | シングル「AMBITIOUS」                             |
| AMBITIOUS                          | 日本テレビ開局35周年記念特別番組『チョモランマがそこにある!!』テーマソング | シングル「AMBITIOUS」                             |
| ONLY LOVE                          | SEOULからTOKYOへ/'91世界陸上東京大会NTVスピリッツ・ソング                  | シングル「ONLY LOVE/Destiny」                     |
| NO NAME HEROES                     | TBS新春大型時代劇スペシャルドラマ『織田信長』主題歌                        | シングル「NO NAME HEROES」                        |
| 15の好奇心                         | プロシード 英和, 和英辞典 イメージソング                                   | シングル「15の好奇心」                            |
| 大地の子供たち                     | NHK衛星放送 イメージソング                                                 | シングル「大地の子供たち/KISSで極楽(パラダイス)」 |
| KISSで極楽(パラダイス)             | NTV系ドラマ『ハロー!グッバイ』オープニングテーマ                           | シングル「大地の子供たち/KISSで極楽(パラダイス)」 |
| Tell Me Why                        | killy DAP SUITS CM Image Song                                              | シングル「Tell Me Why」                           |
| GLORY                              | 全日本バレーボールチームキャンペーンソング                                 | シングル「GLORY」                                 |
| GLORY                              | 明治製菓『がんばれ!ニッポン!』CFソング                                     | シングル「GLORY」                                 |
| 素直になれなくて 〜Remember You〜  | '91年正月映画『GOLD RUSH』エンディングテーマ                               | シングル「GLORY」                                 |
| FLY                                | 日野自動車TV-CMソング                                                      | シングル「FLY」                                   |
| BRIDGE〜あの橋をわたるとき〜       | '92 アサヒスーパードライ CMソング                                          | シングル「BRIDGE〜あの橋をわたるとき〜」          |
| 日はまた昇る〜THE SUN ALSO RISES〜 | '93 アサヒスーパードライ CMソング                                          | シングル「日はまた昇る〜THE SUN ALSO RISES〜」    |
| BEGINNING                          | 日本テレビ系『プロ野球中継』テーマソング                                   | シングル「日はまた昇る〜THE SUN ALSO RISES〜」    |
| JEALOUSY                           | TBS系TV『ムーブ』エンディングテーマ                                        | シングル「JEALOUSY」                              |
| おまえを決してはなさない           | トヨタ カローラ「レビン」CMソング                                          | シングル「おまえを決してはなさない」              |
| さよならの向こうに                 | 東京ビューティーセンター秋のキャンペーン CMソング                          | シングル「さよならの向こうに」                    |
| SHINING                            | TBS系『プロ野球中継』テーマ曲                                              | シングル「さよならの向こうに」                    |
| SHINING                            | 中国放送制作『駅伝中継』テーマソング                                       | シングル「さよならの向こうに」                    |
| ACROSS THE RAINBOW〜虹の彼方へ〜   | TBS系『世界ふしぎ発見!』エンディングテーマ                                 | シングル「ACROSS THE RAINBOW〜虹の彼方へ〜」      |
| ACROSS THE RAINBOW〜虹の彼方へ〜   | JAS日本エアシステム MD-90 キャンペーンソング                               | シングル「ACROSS THE RAINBOW〜虹の彼方へ〜」      |
| SEASON                             | エクシング『Fighting Illusion 翔』CMテーマソング                           | シングル「SEASON」                                |
| Smile For Me                       | 久光製薬『エアーサロンパスEX』CMソング                                     | シングル「Smile For Me」                          |
| これからの人                       | TBS系『噂の!東京マガジン』エンディングテーマ                               | シングル「これからの人」                          |
| BY MYSELF                          | 久光製薬『エアーサロンパスEX』CMイメージ・ソング                           | シングル「BY MYSELF」                             |
| JUNCTION                           | キッコーマン『焼肉行動派 Indigo』CMイメージ・ソング                        | シングル「JUNCTION」                              |
| 太陽に向かって                     | キッコーマン『焼肉貴族 TRIANGLE』                                          | シングル「JUNCTION」                              |
| DO IT                              | フジテレビ『プロ野球ニュース』テーマソング                                 | シングル「DO IT」                                 |
| Bird                               | ARTA イメージ・ソング                                                      | シングル「Bird」                                  |
| R★O★C★K★S                          | テレビ東京系アニメ『NARUTO -ナルト-』オープニングテーマ                    | シングル「R★O★C★K★S」                             |
| MILES AWAY                         | ミズノ ベースボールグッズ TVCM「松井モデル」篇 CMソング                    | シングル「泣くなよ」                              |
| SONGS                              | 電気事業連合会 CMソング                                                    | シングル「SONGS」                                 |
| SAYONARA SONG                      | 映画『いらっしゃいませ、患者さま。』エンディングテーマ                     | アルバム『OMEGA』                                 |
| アカペラ                           | NHKドラマ『愛と友情のブギウギ』主題歌                                      | シングル「アカペラ」                              |